# 约翰·威克里夫
約翰·威克里夫（英語：John Wycliffe，約1320年—1384年），英格兰王國神父，英格蘭宗教改革的先驅。曾於公開場合批評羅馬教會所定的各項規條及不合基督教宗旨。也是首位將《聖經》翻譯成英文的人。罗拉德派由他创立。

## 生平
威克里夫生在1320年生於英國約克郡，其父親是威克里夫農莊的主人。他於1345年到牛津大學墨頓學院就讀，並於1362年在牛津大學貝利奧爾學院完成碩士學位。据说也曾住在牛津大学皇后学院中。其後，他花了9年時間攻讀博士學位，並於1372年正式取得學位。
曾任牛津大學哲學、神學博士，1369年起任英格蘭國王的侍從神父，1374年受英格蘭國王委派與教皇代表就英國教會的神職任免權問題進行談判，未達成協議，從此抨擊教皇權力至上。
威克里夫學識淵博，但為人不茍言笑。於1376年開始批評聖職人員，原因即是教會過於和執政掌權者親近、政教不分，且生活優渥不愁吃穿，教會腐化的程度超乎想像。對於教皇所立的多項規條也不符合聖經的教導，一切應回歸到聖經，以聖經為信仰生活的準則。另外由於當時聖經所採取的是武加大譯本翻譯出來的拉丁文聖經，人民閱讀不易，故為了大家都能懂得聖經中的意思，威氏於1380到1382年間，與數位朋友將此聖經合譯成英文聖經，同時也將教義等等資料彙總，均以英文來呈現，並帶到英國各地方。但此舉引發教皇及聖職人員的不滿，威氏開始遭受到逼迫，幸賴許多王公貴族及平民百姓支持他，直到過世都未落入逼迫者的手中。
威氏曾有一段時間任職於王室，當時英王愛德華三世和教皇額我略十一世發生衝突，國王仗著國會對他的支持，拒絕效忠教皇，由於威氏早就敵視教皇，於是以寫文章的方式來護衛國王，前後寫了《教皇分裂》(Schisma Place)一書，說明了教皇根本不是清心寡慾的出家人；《聖經真理與實意》(On the Truth and Meaning of Scripture)一書，提及應將聖經翻譯成英文，真正明白聖經的真理及上帝的旨意，不需要教皇及教會插手其中。當時印刷術尚未發明，整個翻譯的工作是以手抄的方式一段段完成，每抄完一段即流傳出去，最後再做總整理，使完整的英文譯本可以問世。
威氏在1384年12月31日因中風過世於盧多倭。

## 主张
威克里夫主張各國教會應隸屬於該國的國君，羅馬教會無權向國王徵收賦稅，並建議國王沒收教會土地，建立擺脫教廷控制的民族教會。他否認教士有赦罪權，要求簡化教會禮儀。因此，他遭到時任教皇額我略十一世的五次譴責及坎特伯雷大主教的通缉，但獲牛津大學的師生及倫敦市民支持，並得英王的保護。1381年英王與教會共同鎮壓瓦特·泰勒農民起義，威克里夫被迫幽居寫作，把聖經譯成英文，並完成神學著作《三人對話錄》。他主張聖經的權威高於教會，信徒應服從基督而非教會，1384年死於萊斯特郡。三十年後其作品被教會銷毀。在他死後教皇對他的理念或是教訓深惡痛絕，因此在他死後三十年舉行了康士坦會議，頒發了底下的諭令：「......，本神聖會議表明立場，並宣告威克里夫乃聲名狼籍之異端者，至死頑梗不化，不但被逐出教會，而且他所有對他的追思都是有罪的，當將他的骸骨挖出，丟在教會墓園之外，將其他忠誠之死者以示區別。」十二年後，有一位主教發現此令尚未執行，乃於一四二八年將他的骸骨挖出並焚燒，且經他的骨灰丟至史威福（Swift）溪中。雖然威克里夫死後仍遭到這樣焚骨揚灰的對待，但是老湯姆福勒（Tom Fuller）在他的教會歷史裡寫道：「他的骨灰流至亞芬河（Avon），又流至塞芬河（Severn），然後流入海峽，最後流入汪洋大海。就這樣象徵威克里夫之教義的骨灰，如今已散佈至各地。」

## 後世遺產
為紀念威克里夫的事蹟，後世有數項事物以其命名，例如專事聖經翻譯事工的威克理夫国际联会、牛津大學的牛津大學威克里夫學堂等。